# التسرب النفطي في حوض كامبوس
التسرب النفطي في حوض كامبوس في 7 نوفمبر 2011 بدأ بئر نفط مملوك لشركة شيفرون في التسريب مما تسبب في تسرب 32.000 إلى 52.000 لتر (200 إلى 330 برميلًا) من النفط الخام كل يوم إلى المحيط. حدث التسرب في حوض كامبوس بالبرازيل على بعد 120 كيلومترًا قبالة سواحل ريو دي جانيرو. في البداية ادعت شركة شيفرون أن التسرب كان على الأرجح بسبب تسرب في قاع المحيط، لكنها اعترفت لاحقًا بأنها أخطأت في التقدير. تقول شركة شيفرون إنها قللت من تقدير كمية الضغط التي سيحملها الخزان على بئر النفط، وتقول إنه كان يجب استخدام الطين الأثقل لإغلاق البئر. تم انسكاب 590.000 لتر من النفط على مدار أربعة أيام حتى تم إغلاق البئر أخيرًا.
بعد التسرب النفطي، تم إرسال 18 سفينة إلى المحيط لتنظيف الانسكاب. كان هناك القليل من التأثير البيئي الموثق، ولم يصل النفط أبدًا إلى شواطئ ريو. في أعقاب التسرب، رفع المدعون البرازيليون دعوى قضائية بمقابل 40 مليار ريال (18 مليار دولار)، ولكن في سبتمبر 2013 توصل المسؤولون البرازيليون وشيفرون إلى تسوية بقيمة 300 مليون ريال (135 مليون دولار).